# Uranium One
Uranium One — международная группа компаний, входит в контур управления группы компаний TENEX Госкорпорации «Росатом», один из крупнейших в мире уранодобывающих холдингов с диверсифицированным портфелем активов в Казахстане, США, Танзании, Намибии. В Uranium One входят АО «Ураниум Уан Груп» (Россия), Uranium One Inc. (Канада), Uranium One Holding (Нидерланды) и ряд других компаний.
По итогам 2020 года уранодобывающие предприятия Uranium One в Казахстане произвели 4 276 т урана (пропорционально доле владения в СП), что вывело компанию на третье место среди крупнейших производителей урана в мире. По состоянию на 31 декабря 2020 года минерально-сырьевая база предприятий Uranium One по стандартам международной отчетности составила 187 тыс. тонн урана, 93 % из которых относятся к категориям измеренные и выявленные.
Uranium One также занимается перспективными неурановыми проектами в области добычи цветных, редких и редкоземельных металлов (литий, кобальт и др.), а также развивает новые направления бизнеса в сфере низкоуглеродной энергетики и возобновляемых источников энергии, в том числе поставки биотоплива.

## История
В 2005 году Southern Cross Resources и Aflease Gold and Uranium Resources Ltd, владеющие урановыми активами в ЮАР и в Австралии, объявили об объединении под названием SXR Uranium One Inc. В 2007 году Uranium One Inc зарегистрирована в качестве публичной компании на фондовой бирже в Торонто.
В 2007 году Uranium One Inc. приобретает UrAsia Energy Ltd., владеющую 70 % акций предприятия «Бетпак Дала» (сейчас «ЮГХК») с урановыми рудниками «Акдала» и «Южный Инкай», а также 30 % акций предприятия «Кызылкум» (сейчас «Хорассан У») с рудником Хорасан в Казахстане.
С 2007 по 2010 год Uranium One Inc. приобрела ряд урановых активов в США, включая рудник Willow Creek..
В июне 2009 года Атомредметзолото (АРМЗ), дочернее предприятие Росатома, приобрело 16,6 % акций Uranium One в обмен на 50 % долю в проекте добычи урана на Каратау совместно с Казатомпромом. В июне 2010 Uranium One получила 50 % и 49 % доли в казахстанских проектах добычи урана Акбастау и Заречное. В обмен на это АРМЗ повысила свою долю в Uranium One до 51 %. Соглашение позволило Uranium One увеличить на 60 % годовую добычу урана, с 10 до 16 миллионов фунтов. Сделка получила одобрение антимонопольных органов Казахстана, Канады и комитета США по иностранным инвестициям CFIUS и была закончена к концу 2010 года.
В 2011 году Uranium One становится четвёртым в мире производителем урана.
В 2012 году Uranium One Inc. становится оператором проекта «Mkuju River» в Танзании и приобретает у АО Атомредметзолото 13,9 % акций.
В 2013 году АРМЗ получил полный контроль над Uranium One, компания произвела делистинг на бирже и перешла в прямое управление Росатома.
Акционерное общество создано в 2014 году в качестве стратегического центра для управления урановыми активами, консолидации опыта и содействия дальнейшему развитию дивизиона в качестве лидера на мировом рынке урана. Местонахождение в Москве.
С 2019 году Uranium One решением ГК Росатом включено в контур управления АО «Техснабэкспорт» (мировой бренд TENEX).

## Руководство
- Павел Ларионов Президент АО «Ураниум Уан Груп»
- Александр Рябченко Управляющий директор Uranium One Holding N.V
- Анзор Индорбаев Управляющий директор Uranium One Holding N.V.
- Александр Федотов Президент Uranium One Americas, Inc.[10]

## Деятельность

### Разведка и добыча урана
Uranium One занимается добычей природного урана в Казахстане, а также разведкой и подготовкой к освоению урановых месторождений в Танзании и в Намибии. Урановый рудник в США находится на консервации из-за низких цен на уран. На действующих месторождениях урановая руда добывается методом скважинного подземного выщелачивания (СПВ).
Технология скважинного подземного выщелачивания (СПВ) является безопасным, проверенным и основным методом добычи урана, применяемым Uranium One. За последние десять лет доля урана, полученного по технологии СПВ, увеличилась во всем мире с 20 % до 50 % в сравнении с другими методами добычи.
Технология СПВ влечет за собой более низкие капитальные и эксплуатационные затраты, а также гораздо меньшее воздействие на окружающую среду, чем подземная добыча или добыча открытым способом. В результате применения СПВ минимальным изменениям подвергается природный ландшафт, не образуется остатков пустой породы — отвалов, не образуется хвостохранилищ с отходами переработки руд, а водоносные горизонты со временем восстанавливаются. После завершения добычи состав грунтовых вод восстанавливается до начального состояния, определенного в рамках оценки воздействия на окружающую среду до начала операций. После вывода из эксплуатации скважины ликвидируются, технологические установки демонтируются, участки земной поверхности рекультивируются, после чего территория возвращается для дальнейшего использования.

#### Казахстан
Казахстан является лидером по производству природного урана обеспечивающим более 40 % мирового объёма урана (22,808 тонн урана в 2019 году). Весь уран в стране добывается методом скважинного подземного выщелачивания. Казахстан располагает 26 % всех известных мировых урановых ресурсов в низкой ценовой категории до 80 долларов США за 1 кг урана.
Uranium One является крупнейшим иностранным производителем урана в Казахстане, участвуя в совместных с национальной атомной компанией Республики Казахстан — НАК «Казатомпром» уранодобывающих предприятиях: «Акдала», «Южный Инкай», «Каратау», «Акбастау», «Харасан», и до 2024 года — «Заречное».

#### США

##### Willow Creek
«Уиллоу Крик» (Willow Creek) — урановый рудник подземного скважинного выщелачивания, расположенный в уранорудном бассейне Паудер-Ривер на территории округов Джонсон и Кэмпбелл (штат Вайоминг, США). 9 июля 2018 года на руднике прекращена добыча урана, и он переведён в режим консервации.
Помимо разработки уранового рудника «Уиллоу Крик», Uranium One занимается рядом геологоразведочных проектов в бассейне реки Паудэр, штат Вайоминг, в том числе «Людман» (Ludeman), «Аллеманд Росс» (Allemand Ross), «Мур Ранч» (Moore Ranch) и «Барж» (Barge), а также в «Грейт Дивайд Басин» (Great Divide Basin), в том числе «Антилоп» (Antelope) и «ДЖЭБ» (JAB). Разведочные работы в настоящее время приостановлены.

#### Mkuju River Project
Mkuju River — урановое месторождение, расположенное в южной части Танзании (470 км к юго-западу от г. Дар-эс-Салам напрямую и 1000 км по шоссе).
Владелец проекта Mkuju River — компания Mantra, входит в контур Госкорпорации «Росатом». Mantra имеет специальную лицензию на добычу полезных ископаемых, выданную Министерством энергетики и минеральных ресурсов Танзании.
Проект Mkuju River с месторождением Nyota является одним из крупнейших в мире урановых проектов с запасом ресурсов в 152 млн тонн руды. С 2017 года до 2020 году проект находился в стадии технического обслуживания, после чего было принято решение о возобновлении работ. Летом 2021 начинается этап подготовки инфраструктуры проекта -создание надежного подъездного пути к объекту по границе Национального парка «Ньерере», начале подготовки инфраструктуры и тестовых работ.

#### Намибия
В Намибии дочерняя компания Uranium One Headspring Pty. ведет геологоразведочные работы с целью открытия новых месторождений урана. Геологоразведочные и опытные работы запланированы до 2027 года.

### Боливия (литий)
Летом 2023 года Uranium One подписала с боливийской Yacimientos de Litio Bolivianos соглашение об освоении литиевого месторождения Пастос Грандес на юго-западе страны. Соглашение предполагает строительство комплекса по добыче и производству карбоната лития мощностью 25 тысяч тонн в год. Инвестиции оцениваются в $600 миллионов. В Боливии сосредоточена пятая часть запасов лития на Земле, и добыча до сих пор практически не велась. Теперь же президент Боливии Луис Арсе заявляет о планах сделать страну «мировой столицей лития», обеспечив 40% мировых поставок.

### Биотопливо
В рамках общей стратегии Госкорпорации «Росатом» по развитию низкоуглеродной энергетики и возобновляемых источников энергии (ВИЭ) Uranium One развивает новое перспективное направление бизнеса — продвижение российского биотоплива на мировом рынке.
В качестве топлива для производства энергии использует переработанные биологические отходы, попутно решаются вопросы утилизации отходов лесо- и агропромышленного комплексов, лигнина и торфа. Таким образом Uranium One продвигает ответственное отношение к ресурсам и рациональные модели потребления, способствуя развитию экологически безопасных технологий безотходного производства.
В рамках нового направления бизнеса Uranium One с 2020 года осуществляет коммерческие поставки европейским заказчикам закупленных у российских производителей древесных топливных гранул (пеллет).
Uranium One осуществляет деятельность в строгом соответствии с международными стандартами, и в 2019 году прошел международную сертификацию по стандартам FSC и SBP, подтверждающую качество и происхождение сырья.

## Социальная ответственность
Казахстан
Совместные предприятия в Казахстане проводят различные мероприятия по улучшению качества жизни населения в деревнях, расположенных недалеко от промышленных площадок, в том числе программы поддержки ветеранов войны, обеспечению семей с низким уровнем доходов и одиноких матерей продуктами питания, а также организации уличного освещения в деревнях.
Танзания
В 2020 году в рамках программы КСО в ряд образовательных учреждений региона было передано необходимое оборудование и материалы, повышающие качество оказываемых услуг. В целях улучшения состояния здоровья и повышения качества жизни и реабилитации детей, в том числе с особыми потребностями, проведены различные мероприятия по оснащению специализированных учреждений оборудованием и техникой. Также была оказана поддержка министерству природных ресурсов и туризма Танзании в деятельности по поддержке экологического равновесия Национального парка.